# Słopnice Królewskie
Słopnice Królewskie (Słopnica Królewska) – nazwa zniesiona, dawniej wieś w Polsce, od 1930 roku jest to zachodnia część wsi Słopnice (na zachód od Słopniczanki) w województwie małopolskim, w powiecie limanowskim, w gminie Słopnice.
Słopnice Królewskie dawniej to wieś i gmina jednostkowa (Słopnica Königlisch), licząca w połowie XIX wieku 1832 mieszkańców. W 1921 roku w Słopnicach Królewskich mieszkało 1878 osób wyznania rzymskokatolickiego (877 mężczyzn i 1001 kobiety) w 352 budynkach.
1 kwietnia 1930 Słopnice Królewskie połączono ze Słopnicami Szlacheckimi w jedną wieś i gminę jednostkową o nazwie Słopnice.
Choć nazwa Słopnice Królewskie wyszła z oficjalnego użycia, funkcjonuje ona nadal częściowo w nazwie jednego z pięciu sołectw Słopnic.